# Визнання Росії терористичною державою
Визнання Росії за терористичну державу — міжнародно-правовий акт, дискусія навколо якого неодноразово виникала ще з 2014 року після початку війни на сході України. У 2022 році у зв'язку з повномасштабним вторгненням Росії і скоєними російськими військами численними воєнними злочинами стосовно мирних жителів України постало питання визнання Росії терористичною державою.

## Історія
| Країна               | Дата       |
| Литва                | 2022-05-10 |
| Україна              | 2022-05-22 |
| Латвія               | 2022-08-02 |
| Естонія              | 2022-10-18 |
| Чехія                | 2022-11-13 |
| Нідерланди           | 2022-11-24 |
| Польща               | 2022-12-15 |
| Словаччина           | 2023-02-16 |
|                      |            |
| Організація          | Дата       |
| ПАРЕ                 | 2022-10-13 |
| НАТО                 | 2022-11-21 |
| Європарламент        | 2022-11-23 |
| ОБСЄ                 | 2023-07-04 |
|                      |            |
| У стадії обговорення |            |
| США                  |            |

У квітні 2022 року президент України Володимир Зеленський у телефонному дзвінку закликав президента США Джо Байдена включити Росію в американський список держав — спонсорів тероризму.
18 квітня представник Державного департаменту США Нед Прайс заявив, що вже накладені на Росію санкції включають ті ж обмеження, які були б накладені у разі визнання Росії спонсором тероризму. 19 квітня офіційний представник Пентагона Джон Кірбі заявив, що серйозної дискусії з цього питання на той момент не велося.
10 травня Литва стала першою державою, яка визнала Росію державою-терористом. Парламент Литви одноголосно проголосував за резолюцію, що вказує, що російські війська «свідомо і систематично обирали цивільні об'єкти як ціль для обстрілів», і закликає до створення міжнародного трибуналу на зразок Нюрнберзького для суду над російськими посадовцями.
23 червня Комітет Сенату США з міжнародних відносин прийняв резолюцію, яка називає Росію державою-спонсором тероризму і рекомендує уряду США визнати її такою.
29 червня, після ракетного удару, завданого російськими військами по торговому центру в Кременчуці, в результаті якого загинуло як мінімум 18 мирних жителів, Зеленський заявив, що Росія стала терористичною державою, а також закликав до її виключення з ООН. 30 червня колишній міністр оборони України Андрій Загороднюк закликав до визнання Росії терористичною державою у зв'язку з подіями в Кременчуці, а також трьома ракетними атаками по житлових будинках в Миколаєві та Очакові.
11 серпня Латвія визнала Росію державою-спонсором тероризму яка вбиває та знищує цивільне населення.
Як повідомляє Delfi, за заявою «Про цілеспрямовані військові напади Росії на громадянських мешканців та на громадський простір України» в Парламенті Латвії проголосували 67 парламентарів.

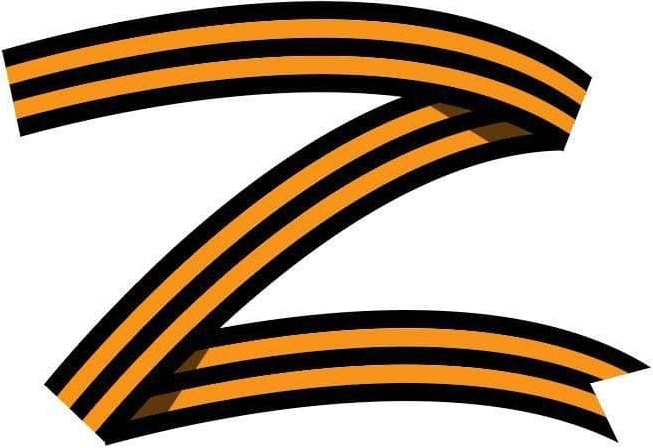
Поєднання георгіївської стрічки та літери Z створює символ, що асоціюється з рашизмом;

6 вересня, незважаючи на вимогу України визнати Росію терористичною державою, президент США Джо Байден відмовився від цього. Прессекретарка Білого Дому Карін Жан-П'єр пояснила дане рішення тим, що «така дія може призвести до небажаних наслідків для України та світу».
13 жовтня 2022 року Парламентська асамблея Ради Європи ухвалила резолюцію щодо визнання режиму РФ терористичним.
18 жовтня Естонія визнала російський режим терористичним, а РФ — державою-спонсором тероризму. Естонський парламент одноголосно проголосував за це рішення.
26 жовтня Сенат Польщі визнав владу Росії терористичним режимом.
13 листопада комітет у закордонних справах парламенту Чехії ухвалив резолюцію, у якій визнав нинішній російський режим терористичним.
15 листопада Парламент Чехії визнав чинний російський режим терористичним.
21 листопада Парламентська асамблея НАТО визнала РФ державою-терористом.
23 листопада Європарламент підтримав резолюцію про визнання Росії державою-спонсором тероризму.
24 листопада Парламент Нідерландів визнав Росію державою-спонсором тероризму через військові дії в Україні.
14 грудня Сейм Польщі визнав Росію спонсором тероризму.
16 лютого 2023 року Парламент Словаччини визнав чинний російський режим — терористичним.
4 липня 2023 року Парламентська асамблея ОБСЄ визнала Росію державою спонсором тероризму, а ПВК «Вагнер» — терористичною організацією.

## Аналіз
Американський історик Олександр Мотиль вважає, що Росія відповідала критеріям держави-спонсора тероризму ще в 2014 році, коли підтримувала сепаратистів на Донбасі, але не в 2022 році, коли «люди, які вчиняють вбивства — це солдати в російській військовій формі». Зараз, на його думку, з юридичної точки зору Росія відповідає критеріям терористичної держави, ухваленим у США та ЄС.
Британський політичний експерт Тарас Кузьо у 2015 році та американський експерт із зовнішньої політики Деніел Байман у 2018 році також вважали, що Росія на той момент підтримує терористичні угруповання на Донбасі і тому відповідає критеріям спонсора тероризму.